# Dichaetaria
Dichaetaria Nees ex Steud. é um género botânico pertencente à família Poaceae, subfamília Arundinoideae, tribo Arundineae.
O gênero apresenta uma única espécie. Ocorre nas regiões tropicais da Ásia.

## Espécie
- Dichaetaria wightii Nees